# Miss World 2006
| Data:                | 30 września 2006                         |
| Kraj:                | Polska                                   |
| Miasto:              | Warszawa                                 |
| Gala finałowa:       | Sala Kongresowa w Pałacu Kultury i Nauki |
| Liczba uczestniczek: | 104                                      |
| Zwyciężczyni:        | Taťána Kuchařová, Czechy                 |
| Poprzedniczka:       | Unnur Birna Vilhjálmsdóttir, Islandia    |
| Następczyni:         | Zhang Zilin, Chińska Republika Ludowa    |
| -------------------- | ---------------------------------------- |

Miss World 2006 – 56. wybory najpiękniejszej kobiety świata (Miss World).
Uczestniczki gościła Warszawa. Konkurs odbył się 30 września w Sali Kongresowej.
Po raz pierwszy w historii wybory rozegrano w Europie Środkowo-Wschodniej, a Warszawa była drugim europejskim miastem, po Londynie, które gościło najpiękniejsze panie z całego świata. Tytuł w tym roku przypadł reprezentantce Czech – Taťánie Kuchařovej.
W konkursie uczestniczyły 104 kandydatki. Podzielono je na 6 grup: Afryka, Ameryka, Karaiby, Europa Północna, Europa Południowa, Azja i region Pacyfiku. Zwyciężczyni każdej grupy automatycznie stawała się królową piękności danego regionu.
Uczestniczki konkursu z całego świata zjechały do Polski na początku września. Przebywały w tym kraju do 2 października. W tym czasie gościły je największe polskie miasta.

## Lista kandydatek
Anglia
- Eleanor Mary Anne Glynn
- Europa Północna

 Angola
- Stiviandra Oliveira
- Afryka

 Argentyna
- María Beatriz Vallejos Schulze
- Ameryka

 Aruba
- Shanandoa Arnaldi Wijshijer
- Karaiby

 Australia
- Sabrina Houssami
- Azja i region Pacifiku

 Austria
- Tatjana Batinic
- Europa Północna

 Bahamy
- Deandrea Conliffe
- Karaiby

 Barbados
- Latoya Tamara McDowald
- Karaiby

 Białoruś
- Kaciaryna Litwinawa
- Europa Północna

 Belgia
- Virginie Livie Geraldine Claes
- Europa Północna

 Boliwia
- Ana María Ortiz Rodal
- Ameryka

 Bośnia i Hercegowina
- Azra Gazdić
- Europa Południowa

 Botswana
- Lorato Pearl Tebogo
- Afryka

 Brazylia
- Jane de Sousa Borges Oliveira
- Ameryka

 Bułgaria
- Sławena Watowa
- Europa Południowa

 Chile
- Constanza Silva
- Ameryka

 Chiny
- Emma Liu Duo
- Azja i region Pacifiku

 Chorwacja
- Ivana Ergić
- Europa Południowa

 Curaçao
- Fyrena Judica Hannah Martha
- Karaiby

 Cypr
- Elli Manoli
- Europa Południowa

 Czarnogóra
- Ivana Knežević
- Europa Południowa

 Czechy
- Taťána Kuchařová
- Europa Północna

 Dania
- Sandra Nanna Spohr
- Europa Północna

 Dominikana
- Paola Torres Cohen
- Karaiby

 Ekwador
- Rebeca Flores Jaramillo
- Ameryka

 Estonia
- Leisi Poldsam
- Europa Północna

 Etiopia
- Amleset Muchie
- Afryka

 Filipiny
- Anna Maris Arcay Igpit
- Azja i region Pacyfiku

 Finlandia
- Jenniina Elva Kristiina Tuokko
- Europa Północna

 Francja
- Laura Fasquel
- Europa Południowa

 Gruzja
- Nino Kalandadze
- Europa Południowa

 Ghana
- Lamisi Mbillah
- Afryka

 Gibraltar
- Hayley O’Brien
- Europa Południowa

 Grecja
- Ireni Karra
- Europa Południowa

 Gujana
- Dessia Braithwaite
- Ameryka

 Gwadelupa
- Caroline Virgile Bevis
- Karaiby

 Gwatemala
- Jackelinne Krimilda Verenice Piccinini Otten
- Ameryka

 Hiszpania
- Inmaculada Torres del Rey
- Europa Południowa

 Holandia
- Sheryl Lynn Baas
- Europa Północna

 Hongkong
- Janet Ka Wai Chow
- Azja i region Pacyfiku

 Indie
- Natasha Suri
- Azja i region Pacyfiku

 Indonezja
- Kristina Virginia Besaouw
- Azja i region Pacyfiku

 Irlandia
- Sarah Morrisey
- Europa Północna

 Irlandia Północna
- Catherine Jean Milligan
- Europa Północna

 Islandia
- Asdis Svava Hallgrimsdottir
- Europa Północna

 Izrael
- Yael Nizri
- Europa Południowa

 Jamajka
- Sara Lawrence
- Karaiby

 Japonia
- Kazuha Kondo
- Azja i region Pacyfiku

 Kambodża
- Sun Srey Mom
- Azja i region Pacyfiku

 Kanada
- Malgorzata Majewska
- Ameryka

 Kajmany
- Ambuyah Ruth Ebanks
- Karaiby

 Kazachstan
- Sabina Czukajewa
- Europa Północna

 Kenia
- Khadijah Shamillah Kiptoo
- Afryka

 Demokratyczna Republika Konga
- Diane Mizumi Mwanga
- Afryka

 Kostaryka
- Belgica Arias Palomo
- Ameryka

 Kolumbia
- Elizabeth Loaiza Junca
- Ameryka

 Korea Południowa
- Sharon Park
- Azja i region Pacyfiku

 Liban
- Anabella Samir Hilal
- Europa Południowa

 Liberia
- Patrice Daiemole Juah
- Afryka

 Łotwa
- Līga Meinarte
- Europa Północna

 Macedonia
- Marija Vegova
- Europa Południowa

 Malezja
- Adeline Choo Wan Ling
- Azja i region Pacyfiku

 Malta
- Solange Jeanne Mifsud
- Europa Południowa

 Martynika
- Stephanie Florence Colosse
- Karaiby

 Mauritius
- Vanesha Seetohul
- Afryka

 Meksyk
- Karla Veronica Jimenez Amezcua
- Ameryka

 Mołdawia
- Alexandra Demchuk
- Europa Południowa

 Mongolia
- Selenge Erdene-Ochir
- Azja i region Pacyfiku

 Namibia
- Anna Svetlana Nashandi
- Afryka

 Niemcy
- Edita Orascanin
- Europa Północna

 Nigeria
- Abiola Bashorun
- Afryka

 Norwegia
- Tonje Elise Skjaervik
- Europa Północna

 Panama
- Gisselle Marie Bissot Kieswetter
- Ameryka

 Peru
- Silvia Cornejo Cerna
- Ameryka

 Polska
- Marzena Cieślik
- Europa Północna

 Portugalia
- Sara Sofia Almeida Dias Leite
- Europa Południowa

 Portoryko
- Thebyam Carrion Alvarez
- Karaiby

 Południowa Afryka
- Nokuthula Sithole
- Afryka

 Rosja
- Aleksandra Mazur
- Europa Północna

 Rumunia
- Ioana Valentina Boitor
- Europa Południowa

 Salwador
- Evelyn Tatiana Romero Lopez
- Ameryka

 Serbia
- Vedrana Grbović
- Europa Południowa

 Singapur
- Colleen Francisca Pereira
- Azja i region Pacyfiku

 Słowacja
- Magdaléna Šebestová
- Europa Południowa

 Słowenia
- Iris Mulej
- Europa Południowa

 Sri Lanka
- Rapthi Raffella Dannielle Kerkoven
- Azja i region Pacyfiku

 Saint Lucia
- Tamalisa Joan Baptiste
- Karaiby

 Szkocja
- Nicola McLean
- Europa Północna

 Szwecja
- Cathrin Skog
- Europa Północna

 Tahiti
- Vainui Simon
- Azja i region Pacyfiku

 Tajlandia
- Melissa Mahapol
- Azja i region Pacyfiku

 Tanzania
- Wema Isaac Sepetu
- Afryka

 Trynidad i Tobago
- Tineke de Freitas
- Karaiby

 Turcja
- Merve Büyüksaraç
- Europa Południowa

 Ukraina
- Olha Sziłowanowa
- Europa Północna

 Urugwaj
- Marlene Valeria Politi Nerete
- Ameryka

 USA
- Brooke Angus
- Ameryka

 Walia
- Sarah Michelle Fleming
- Europa Północna

 Wenezuela
- Alexandra Federica Guzmán Diamante
- Ameryka

 Węgry
- Renáta Anetta Tóth
- Europa Południowa

 Wietnam
- Mai Phương Thúy
- Azja i region Pacyfiku

 Włochy
- Elizaveta Migatcheva
- Europa Południowa

 Zambia
- Katanekwa Matundwelo
- Afryka

 Zimbabwe
- Lorraine Tsoanele Maphala
- Afryka

## Półfinały
Kandydatki, ubiegające się o tytuł, brały udział, w czasie pobytu w Polsce, w tzw. małych finałach, czyli konkursach, które gwarantowały kandydatce udział w pierwszej szesnastce. Rozegrano cztery takie „małe finały”: Miss Plaży, Miss Talentu, Miss Sportu oraz Miss Piękna z Przesłaniem.

### Miss Plaży
Miss Plaży (ang. Miss Beach Beauty) rozegrano w 7 września w Gdyni.
- Miss: Wenezuela
- I wicemiss: Czechy
- II wicemiss: Indie
- III wicemiss: Angola
- IV wicemiss: Singapur
- Top 10: Barbados, Hiszpania, Polska, Rumunia, Szkocja.
- Top 25: Boliwia, Bośnia i Hercegowina, Brazylia, Filipiny, Gruzja, Irlandia, Jamajka, Kanada, Kolumbia, Nigeria, Panama, Portoryko, Słowenia, Szwecja, Włochy.

### Miss Sportu
Konkurs na najlepiej wysportowaną miss rozegrano 12 września w Giżycku.
- Miss: Kanada
- I wicemiss: Portoryko
- II wicemiss: Łotwa
- Top 24:
  - Azja i region Pacyfiku: Indonezja, Japonia, Korea, Mongolia,
  - Europa Północna: Finlandia, Kazachstan, Łotwa, Rosja,
  - Europa Południowa: Czarnogóra, Słowacja, Węgry, Włochy,
  - Karaiby: Kajmany, Martynika, Portoryko, Trynidad i Tobago,
  - Ameryka: Gwatemala, Kanada, Meksyk, USA,
  - Afryka: Botswana, Namibia, Południowa Afryka, Zambia.

### Miss Talentu
Kandydatki do korony miss musiały wykazać się różnymi umiejętnościami i zdolnościami artystycznymi. Konkurs ten rozegrano 20 września we Wrocławiu.
- Miss: Irlandia Północna,
- I wicemiss: Włochy,
- II wicemiss: Zimbabwe,
- III wicemiss: Estonia,
- IV wicemiss: Mongolia,
- Top 10: Barbados, Chorwacja, Indie, Liberia, Portugalia.

### Miss Piękna z Przesłaniem
Tytuł „Beauty with a Purpose” przyznano podczas gali finałowej 56. konkursu Miss World 30 września.
- Miss: Ghana
- I wicemiss: Portoryko

### Miss Stroju
Tytuł „Miss Dress Designer Award” nie nagradza kandydatki awansem do czołowej szesnastki. Przyznano do podczas pobytu kandydatek w Wieliczce 15 września
- Miss: Chorwacja,
- I wicemiss: Holandia,
- II wicemiss: Indie,
- III wicemiss: Kenia,
- IV wicemiss: Irlandia.
- Top 20: Angola, Aruba, Barbados, Chiny, Kolumbia, Czechy, Dominikana, Włochy, Liban, Mauritius, Polska, Rumunia, USA, Wenezuela, Wietnam.

## Finał

### Finalistki (TOP 17)
Do finału awansowało 17 najpiękniejszych pań. Wybrano po 2 kandydatki z każdego regionu. Jedną wskazywali widzowie, głosując za pomocą SMS, a drugą jury (jedynie z Azji i regionu Pacyfiku, przez identyczną liczbę punktów od jury, awansowały 3 kandydatki). W ten sposób wyłoniono 13 finalistek, pozostałe 4 to zwyciężczynie półfinałów.
- Afryka:
  - Anna Svetlana Nashandi, Namibia,
  - Lamisi Mbillah, Ghana,
  - Stiviandra Oliveira, Angola.
- Ameryka:
  - Alexandra Federica Guzmán Diamante, Wenezuela,
  - Karla Jimenez, Meksyk
  - Malgorzata Majewska, Kanada.
  - Jane de Sousa Borges Oliveira. Brazylia
- Azja i region Pacyfiku:
  - Mai Phương Thúy, Wietnam,
  - Natasha Suri, Indie,
  - Sabrina Houssami, Australia.
- Europa Północna:
  - Catherine Jean Milligan, Irlandia Północna,
  - Nicola McLean, Szkocja,
  - Taťána Kuchařová, Czechy.
- Europa Południowa:
  - Anabella Samir Hilal, Liban,
  - Ioana Valentina Boitor, Rumunia.
- Karaiby:
  - Sara Lawrence, Jamajka,
  - Thebyam Carrion Alvarez, Portoryko.

### Regionalne Królowe Piękności (TOP 6)
Spośród 17 półfinalistek konkursu Miss World wyłoniono 6 najpiękniejszych pań w danym regionie, a następnie przyznano im tytuły „Królowych Piękności”. W tej edycji tytuły zdobyły:
- Miss World Afryka: Stiviandra Oliveira, Angola,
- Miss World Ameryka: Jane de Sousa Borges Oliveira, Brazylia,
- Miss World Azja i region Pacyfiku: Sabrina Houssami, Australia,
- Miss World Karaiby: Sara Lawrence, Jamajka,
- Miss World Północna Europa: Taťána Kuchařová, Czechy,
- Miss World Południowa Europa: Ioana Valentina Boitor, Rumunia.

### Zwyciężczynie (TOP 3)
Ostatecznej decyzji dokonało jury:
- Miss World: Taťána Kuchařová, Czechy,
- I wicemiss: Ioana Valentina Boitor, Rumunia,
- II wicemiss: Sabrina Houssami, Australia.